# Rühle (Bodenwerder)
Rühle ist ein Ortsteil der Stadt Bodenwerder im Weserbergland in Niedersachsen im Landkreis Holzminden.

## Geografie
Rühle liegt im südlichen Niedersachsen am orographisch rechten Ufer der Weser und stellt das Bindeglied zwischen der Weser und der der nach ihr benannten Rühler Schweiz dar. Der Ort ist von zwei Seiten vom Weserbergland umgeben, die dritte Seite erstreckt sich zur Weser hin.

### Geologie
Der Boden unter dem Ort ist sehr kalkhaltig. Kristalline Formen von Kalk (Gips, Calcit) kommen in reichlicher Menge vor. Der Kalkabbau war bis Mitte des 20. Jahrhunderts eine Verdienstmöglichkeit der Region, in neuerer Zeit wurde der Gipsabbau durch lokale Unternehmen gefördert. Versteinerungen von Ammoniten, Schnecken und Muscheln können in den stillgelegten Steinbrüchen in der Umgebung, unter anderem in Dölme, gefunden werden. Sandstein kommt, im Gegensatz zum übrigen Weserbergland, recht selten vor.

### Nachbargemeinden
Direkte Nachbargemeinden zu Rühle sind:
- Pegestorf auf dem anderen Weserufer
- Dölme
- Bodenwerder
- Golmbach

## Geschichte

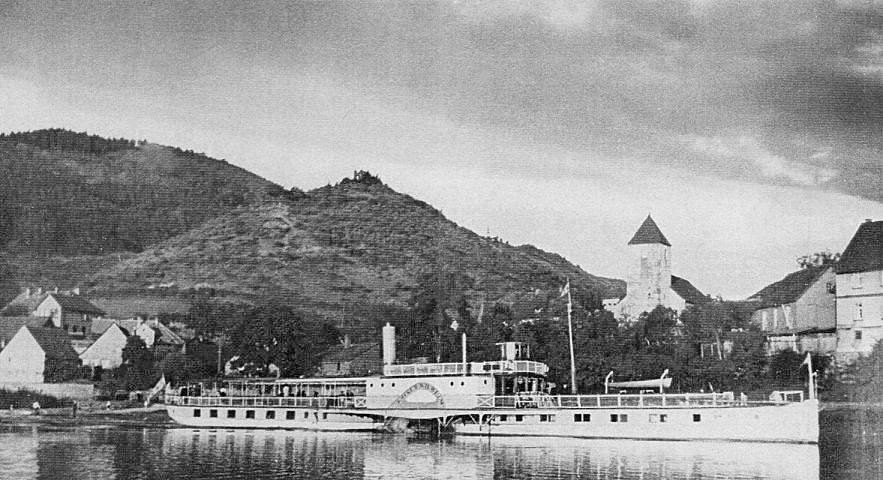
Die Kaiser Wilhelm fährt heute als Museumsschiff auf der Elbe bei Lauenburg

Bereits 1155 wurde Rühle (to de Ruyle) erstmals urkundlich erwähnt. Im Laufe der Zeit änderte sich die Schreibweise in Rulen, Reule (1582) und Rühell (1610). Die heutige Schreibweise Rühle wurde erstmals 1625 erwähnt. Bis 1324 befand sich Rühle im Besitz der Grafen von Everstein und wurde dann von den Grafen von Homburg erworben. Nach dem Tode des letzten Homburgers im Jahre 1409 erbte der Herzog zu Braunschweig und Lüneburg den gesamten Homburger Besitz mit Rühle. Somit gehörte Rühle zum Fürstentum Braunschweig-Wolfenbüttel. Rühle wurde, wie seine Nachbarortschaften, im Dreißigjährigen Krieg stark verwüstet. In einem Bericht an Herzog August dem Jüngeren aus dem Jahr 1648 war das Gestühl der Kirche herausgerissen und einiges davon verbrannt worden. Für 15 Wochen konnte kein Gottesdienst abgehalten werden, da aus der Kirche ein Pferdestall gemacht wurde.
Am 1. Januar 1973 wurde Rühle in die Stadt Bodenwerder eingegliedert.
Bis Ende 2010 war Rühle staatlich anerkannter Erholungsort.

## Religion
Die Evangelisch-lutherische St.-Michaelis-Kirchengemeinde Rühle wurde am 1. Januar 2009 mit der Kirchengemeinde Dölme in Bevern zur Evangelisch-lutherischen Kirchengemeinde Rühle-Dölme in Bodenwerder zusammengelegt. Sie gehört zum Kirchenkreis Holzminden-Bodenwerder der hannoverschen Landeskirche.

## Kultur und Sehenswürdigkeiten

### Bauwerke

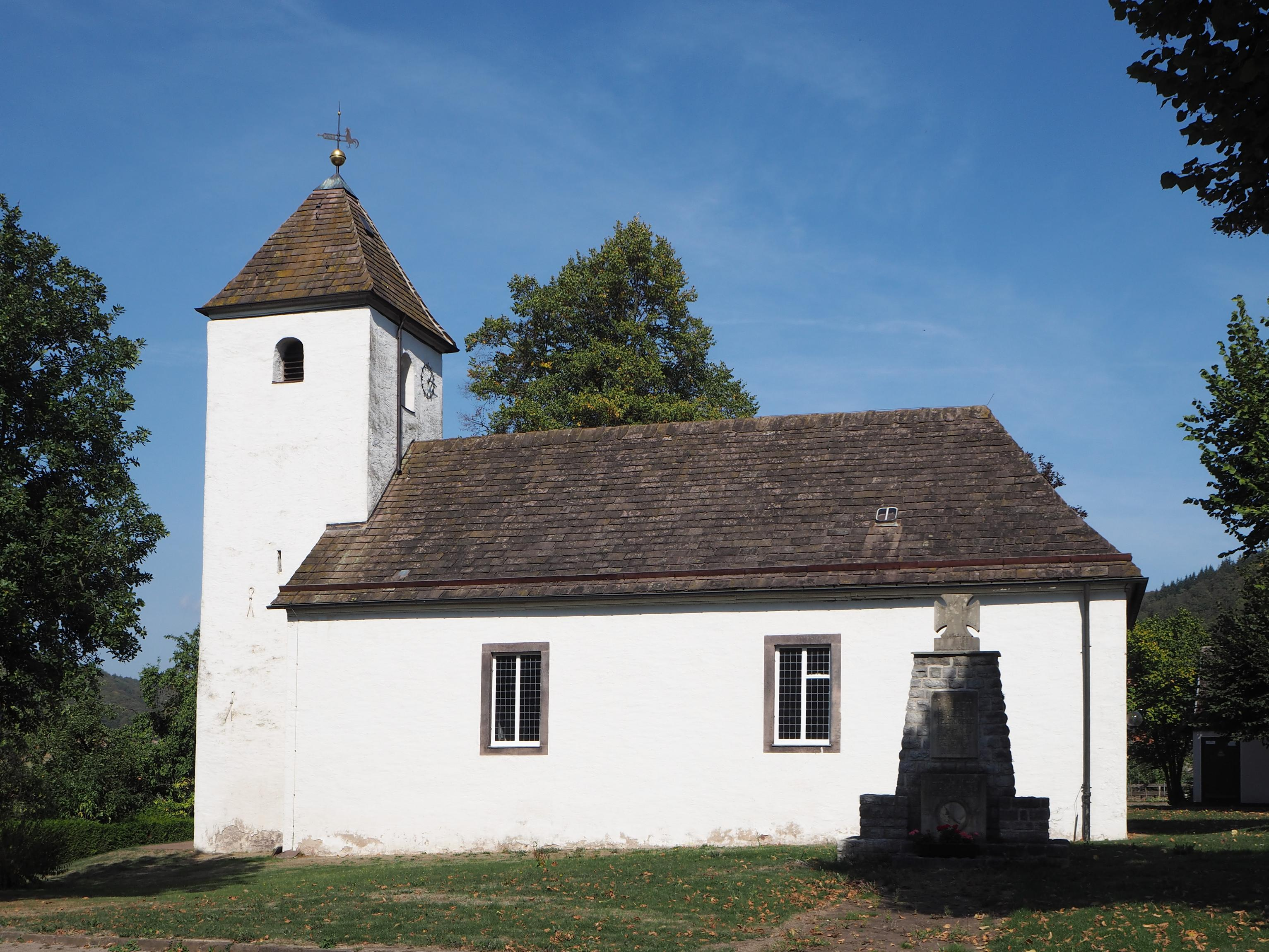
Rühler Dorfkirche St. Michaelis

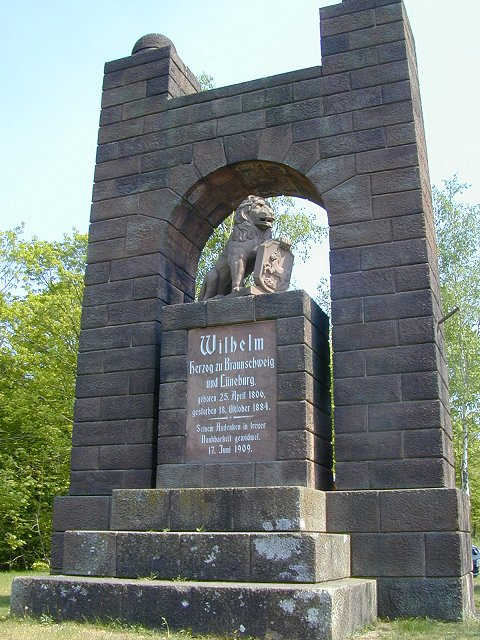
Denkmal zu Ehren Herzog Wilhelms auf dem Weinberg

Rühle ist überregional für seine Fachwerkhäuser im Ortskern bekannt, die sich in einem guten Erhaltungszustand befinden. Innerorts sind die historischen Gebäude mit Tafeln markiert, auf denen die Geschichte des jeweiligen Hauses nachzulesen ist.
Bemerkenswert ist die Rühler Kirche St. Michaelis. Das bestehende Langhaus wurde 1728 bis 1740 errichtet. Das Westportal ist auf das Jahr 1729 datiert. Das geht aus einem Chronogramm hervor, das auf einer Inschrift über dem Eingang zu sehen ist. Der Turm ist älter und stammt aus der romanischen Epoche. Die Schallfenster zeigen eingestellte Teilungssäulchen, ein typisches Baudetail der Romanik. Ausgestattet ist die Kirche mit einem barocken Kanzelaltar und einem mittelalterlichen Taufbecken.
Außerhalb des Ortsgebietes liegt die Himkeburg, bei der es sich um eine Befestigungs- oder Brunnenanlage aus dem 9. bis 11. Jahrhundert handelte. Hiervon ist lediglich ein Steinkreis erhalten geblieben.
Oberhalb von Rühle befindet sich der 220,5 m hohe Weinberg mit seinem gleichnamigen Naturschutzgebiet. Er bietet eine weite Aussicht auf das umliegende Land. Von den Rühler Einwohnern wurde 1908/09 auf dem Weinberg ein weit sichtbares Denkmal zu Ehren des Braunschweiger Herzogs Wilhelm errichtet, das am 17. Juni 1909 feierlich eingeweiht wurde.

### Parks
Im Ortszentrum verfügt Rühle über einen kleinen Park, in dem Ortsfeiern wie beispielsweise das Advent-Singen abgehalten werden.

### Vereinswesen
Das Vereinswesen ist in Rühle stark ausgeprägt, die meisten Vereine haben eine über hundertjährige Tradition:
- Freiwillige Feuerwehr Rühle
- Sportverein „Frischauf Rühle“
- Männergesangsverein
- Angelverein
- Schützenverein Rühle
- Braunschweiger Vereinigung
- Rühler Osterfeuerverein

## Wirtschaft und Infrastruktur

### Tourismus

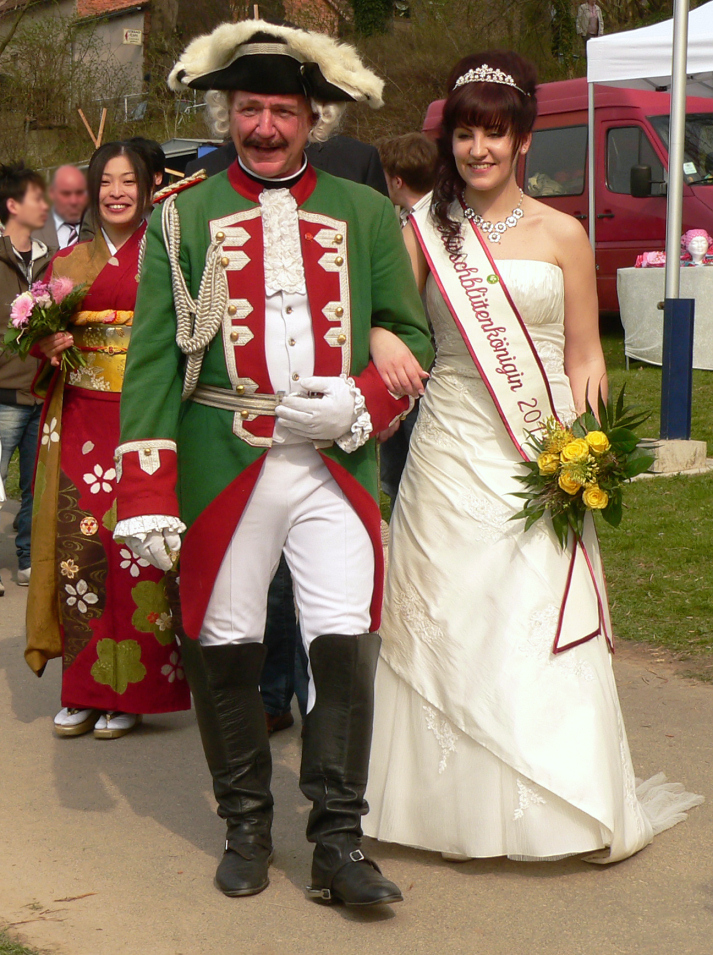
Kirschblütenkönigin mit der Figur des Baron von Münchhausen, 2013

In den Jahren nach dem Zweiten Weltkrieg erlebte Rühle seine Blütezeit als Touristenort. Bis in die frühen 1980er Jahre wurde zwischen Rühle und Pegestorf eine Seilfähre betrieben. Der heutige Wert als Touristenziel ist marginal und beschränkt sich auf die wenigen Gaststätten mit Zimmern, private Gästezimmer, eine Bungalowsiedlung sowie den Campingplatz direkt an der Weser. Für Fahrradfahrer ist Rühle aufgrund seiner Lage an der Weserroute attraktiv, die Deutsche Märchenstraße verläuft an Rühle vorbei von Hameln (Der Rattenfänger von Hameln) über Bodenwerder (Baron von Münchhausen) weiter nach Höxter (Doktor Eisenbarth). Ein beliebtes Wanderziel ist der Ebersnacken.
Am vorletzten Wochenende im April findet in der Rühler Schweiz das Kirschblütenfest „Rund um die Kirsche“ mit Informationsständen und geführten Wanderungen statt. Außerdem gibt es Informationen über Streuobstwiesen und die Landwirtschaft. An Ständen verkaufen Imker, Kunsthandwerker und Maler ihre Produkte. Obsthöfe in Rühle und in Golmbach laden zum Kirschwein-Umtrunk in den Kirschplantagen ein. Zu diesem Fest gehört jährlich auch die Wahl der Kirschblütenkönigin.
Die Straßen der Rühler Schweiz sind mit ihren zahlreichen Kurven eine der beliebtesten Motorrad-Strecken Norddeutschlands.

### Wirtschaft
Bis zum Ende des 20. Jahrhunderts wurde im Waldgebiet zwischen Rühle und Dölme (dem sogenannten Breitenstein) von zwei Unternehmen aus der Region Gips abgebaut. Aus wirtschaftlichen Gründen wurde dies dann eingestellt.
Außerdem ist in Rühle eine Tischlerei ansässig.

## Bildung
Ab Ende des 19. Jahrhunderts bis in die 1970er Jahre hatte Rühle eine Schule. Danach mussten die Rühler Schüler zur nächsten Schule nach Bodenwerder fahren. Im früheren Schulgebäude wurde alternativ zu einem Kindergarten ein Spielkreis für Kinder zwischen 3 und 7 Jahren eingerichtet.

## Persönlichkeiten
- Erich Hansmann (1920–1989), deutscher Politiker (SPD), Mitglied des Niedersächsischen Landtages von 1959 bis 1965
- Willi Waike (1938–2024), deutscher SPD-Politiker, von 1996 bis 1998 niedersächsischer Finanzminister